# Eugenia lamprophylla
Eugenia lamprophylla är en myrtenväxtart som beskrevs av Ignatz Urban. Eugenia lamprophylla ingår i släktet Eugenia och familjen myrtenväxter. IUCN kategoriserar arten globalt som sårbar.
Artens utbredningsområde är Jamaica. Inga underarter finns listade i Catalogue of Life.